# Burg Frauenstein (Wiesbaden)
Die Ruine der Burg Frauenstein (früher auch Vrouwensteyn genannt) steht auf  etwa 180 m ü. NHN Höhe auf einem Felskegel im Wiesbadener Stadtteil Frauenstein in Hessen und wurde im 12. Jahrhundert durch Heinrich Bodo von Idstein errichtet.

## Geschichte

### Die Anfänge
Um 1184 ließ vermutlich Heinrich Bodo von Idstein eine Burg in einem engen Tal errichten. Sie erhielt den Namen Vrouwensteyn, der sich im Laufe der Zeit zum heutigen „Frauenstein“ wandelte. In diesem Namen steckt zum einen das Wort „Stein“, das zu dieser Zeit den steinernen Wehrturm in einem Adelshof bezeichnete und in manchen Ortsnamen noch heute zu finden ist; so z. B. in dem Namen „Eppstein“ oder in „Schierstein“, wo ein Rittergeschlecht von Scerstein bereits 1195 urkundlich erwähnt wird. Zum anderen verbirgt sich im Namen „Vrouwensteyn“ vermutlich das Wort „Vrouwe“ (Frau). Damit ist aber wahrscheinlich nicht eine beliebige Frau gemeint, sondern die Heilige Jungfrau Maria. Sie war nachgewiesene Namensgeberin mehrerer anderer Orte wie etwa Frauenstein in Oberösterreich und Frauenstein im Osterzgebirge. Diese Orte trugen in ihren Wappen ein Bildnis der Jungfrau. Es kann daher möglich sein, dass die Jungfrau auch Namensgeberin für die Burg Frauenstein in Wiesbaden war.
Der Name Vrouwensteyn ist jedoch erst 1221 erstmals urkundlich erwähnt: Heinrich Bodo von Idstein hatte sich inzwischen offensichtlich den Namen seines neuen Wohnsitzes gegeben, denn als Zeuge in einem Streitfall unterzeichnete er 1221 ein Dokument als Heinrich Bodo von Vrouwensteyn. Es ist jedoch bekannt, dass die Burg älter ist, denn ein noch aus der Gründung der Burg erhaltener Balken im obersten Steingeschoss unter der Holzhaube enthüllte durch dendrochronologische Untersuchung, dass er 1184 geschlagen worden war. Es gibt in Deutschland nur noch ganz wenige ähnliche Bauwerke. Da das Mauerwerk des Bergfrieds Ende des 20. Jahrhunderts noch zu 80 % erhalten war, konnte er auf wissenschaftlich gesicherter Basis ab 1997 wiederhergestellt werden.

### Wie sah die Burg ursprünglich aus?
Die Burg ist eine der kleinsten unter den nassauischen Burgen. Sie steht auf einem steilen Felskegel aus Taunusquarzit, dessen Ostseite mit der Hangseite des Spitzen Steins verbunden ist. Um sich gegen Überfälle von zu schützen, besaß die Burg dort einen Halsgraben. Dies war ein künstlicher, tiefer Graben, der den Hang von der Burg trennte und so versuchte, die Angreifer auf Distanz zu halten. Zu dieser Bergseite war die Burg durch eine tief gestaffelte, dichte Dornenhecke jedoch noch stärker gesichert. Sie musste von den Anwohnern in Ordnung gehalten werden und reichte von Paulis Pförtchen bis in den vorderen Teil der heutigen Burglindenstraße.
Auf beiden Seiten des Turms der Burg Vrouwensteyn schloss sich eine hohe Mauer an, die ins Tal bis zu einem Weiher verlief, der vom Lippbach gespeist wurde. Bei Ausgrabungen im Jahr 1943 stieß man im Tal auf Fundamentreste.
Um sich auch gegen Angriffe von Süden, also vom Tal her, zu schützen, besitzt der Turm der Burg in dieser Richtung ein massives Mauerdreieck, an dessen beiden Flanken die Pfeile der Angreifer abgleiten sollten. Von außen betrachtet bildet der Turm daher ein Fünfeck, im Innern jedoch in etwa ein Quadrat mit Räumen von je 7 m × 8 m. In die zwei Meter dicken Außenmauern aus geschichteten Bruchsteinen waren Wendeltreppen eingelassen, über die man von Stockwerk zu Stockwerk des viergeschossigen Baus kam. Im zweiten und dritten Geschoss beheizte je ein Kamin die Räume. Um Licht und Luft in die Burg zu lassen, waren Fensteröffnungen ausgespart, die mit Holzklappen geschlossen werden konnten jedoch keine Schießscharten waren. Es gab auch einen Toilettenerker, früher „haymlich gemach“ genannt, dessen Zugang im Zuge der Restaurierung wieder freigelegt werden konnte. Im letzten Geschoss unter der Holzhaube schloss den Steinbau ein Tonnengewölbe ab. Hier wurde der Balken aus der Gründungszeit der Burg von 1184 gefunden, der dort noch heute, nach über 800 Jahren, zu besichtigen ist.
Schließlich war der Burgturm ursprünglich noch durch eine Glocke gekrönt. Dies weist eine Flurkarte aus dem Jahr 1723 nach, die im Hauptstaatsarchiv Wiesbaden aufbewahrt wird. Die Turmwache hatte die Aufgabe, bei Gefahr diese Glocke zu läuten, um die Einwohner des kleinen Ortes unterhalb der Burg zu warnen. Die Wächter am Ober- und Untertor des Ortes Frauenstein schlossen dann sofort die Tore und verriegelten sie. Im Falle der Gefahr hatten Läufer auf getrennten Wegen aus dem Ort zu eilen, um bei befreundeten Rittern in der Umgebung Hilfe zu holen.

### Kriegerische Auseinandersetzungen
Die Burg war nur wenigen Angriffen ausgesetzt. Zum ersten Mal wurde sie im Jahr 1301 von Kriegsleuten König Albrechts I. von Österreich, dem Sohn Rudolfs von Habsburg, berannt und zum Teil zerstört. Er war mit dem Mainzer Erzbischof Gerhard II. von Eppstein in Streit geraten und hob im Mai 1301 sämtliche Zollprivilegien wieder auf, die sein Vater und er selbst den Erzbischöfen verliehen hatte. Gerhard beantwortete diese Rücknahme mit der Exkommunikation und dem Bannfluch (Interdikt) gegen König Albrecht und seine Helfer. Darauf sammelte der König eine bedeutende Heermacht, fiel damit in den Rheingau ein und eroberte die dortigen Burgen. Da Teile der Frauensteiner Burg vorher vom Erzstift Mainz erworben worden waren, gehörte auch sie zu den Opfern des Krieges, wurde jedoch rasch wiederhergestellt.
Ein weiteres Mal wurde die Burg vermutlich im Krieg von 1375 beschädigt. Ursache des Krieges war der Streit zwischen dem vom Mainzer Domkapitel zum Erzbischof gewählten Adolf I. von Nassau und dem vom Papst als Erzbischof eingesetzten Bischof Ludwig von Meißen. Auch hier war der teilweise Mainzer Besitz der Burg Frauenstein der Anlass, sie in den Konflikt einzubeziehen.

### Wie die Burg Frauenstein an Mainz kam
Die Besitzer der Burg, die Frauensteiner Ritter, waren über mehrere Generationen hoch angesehene Erbhofmarschälle des Mainzer Erzstiftes. Durch Verpfändungen, Stiftungen und Schenkungen verlor das Geschlecht einen großen Teil seines Vermögens und schließlich auch das Erbmarschallamt. Bereits vor 1301 gehörte ein Teil der Burg dem Mainzer Erzbischof Gerhard II. von Eppstein. Anlass für den Kauf war vermutlich die Absicht, dem (Mainzer) Rheingau damit eine Schutzwehr gegen den mächtigen östlichen Nachbarn, die Grafen von Nassau, zu schaffen. Zusätzlich erwarb Gerhards Nachfolger, Erzbischof Peter von Aspelt, im Jahr 1310 einen weiteren Anteil der Burg. Damit erhielten die Erzbischöfe eine Sicherung ihres Mainzer Besitzes über den Rhein hinweg nach Norden.
Die Besitzverhältnisse an der Burg waren kompliziert. Das wird aus einem am 11. November 1319 geschlossenen Burgfrieden und den mit ihm verbundenen Vertrag deutlich. Das Erzstift Mainz besaß mit sieben Zwölftel der Burg samt Zubehör die Mehrheit (darunter war ein Zwölftel Besitz des Domkapitels), drei Zwölftel besaß der Ritter Gottfried Stael von Biegen, ein Zwölftel die Brüder Friedrich und Gerhard von Biegen, und das letzte Zwölftel gehörte dem Ritter Heinrich von Lindau. Im Vertrag wird kein Ritter von Frauenstein erwähnt, die Familie besaß also zu dieser Zeit keine Anteile mehr.
Der Erzbischof erhielt außerdem das Recht, auf der Burg die Burggrafen bzw. ritterlichen Amtmänner einzusetzen. Der Burggraf musste schwören, den Bestimmungen des Vertrags gemäß zu handeln. Ferner wurde bestimmt, dass die Burgmannen, die im Tal zum Schutz der Burg und der Hörigen lebten, wie seit alters her üblich als Vergütung Weingärten, Wiesen und Äcker in der Nähe der Burg erhalten sollten. Die Einrichtung des Burgmannwesens brachte dem Erzbischof einen verlässlichen Schutz der Burg, während es den Burgmannen ihr Einkommen und zugleich eine ritterliche Verbindung sicherte.
1330 berichtet der Schreiber Johann von Bingen seinem Herrn, dem Erzbischof Balduin von Luxemburg, dass er zu Frauenstein den Bau von Gebäuden habe beginnen lassen. Wahrscheinlich handelt es sich um die fünf Burgmannhäuser unterhalb der Burg, von denen heute noch vier stehen: das Gasthaus zur Burg, das Haus bei der Linde, den Schönbornschen Hof, den Falkerschen Hof und den inzwischen abgerissenen Spechtshof in der Georgstraße.
Der Burggraf hatte eine sehr verantwortungsvolle Aufgabe: Die Burghut und Wache war zu besorgen und die Wächter, Turmhüter sowie Torwärter zu ernennen und zu besolden. Die Burg musste der Burggraf auf eigene Kosten instand halten. Dafür durfte er einen Teil der Burggüter nutzen, musste aber alles einem eventuellen Nachfolger in gutem Zustand übergeben. Der Nachfolger hatte bei der Übernahme des Amtes eine ausführliche Inventarliste anzufertigen, in der alles an Pferden, Vieh, Geschirr, Bewaffnung sowie Burg- und Hausgerät zu verzeichnen war. Die Rechte und Freiheiten der Ortsbürger musste er achten, die Steuern waren einzutreiben und an das Erzstift abzuliefern.
In Urkunden sind unter anderem diese Namen der Burgmannen festgehalten: Gottfried Stael von Biegen (1323), Kuno von Scharfenstein (1424), Heinrich Brömser von Rüdesheim (1520), Philipp Erwein von Schönborn (1662). In späterer Zeit gibt es keinen eigenen Burggrafen für Frauenstein mehr, denn das Amt wird von anderen Ämtern mitverwaltet.

### Mainzer Bollwerk gegen die Nassauer

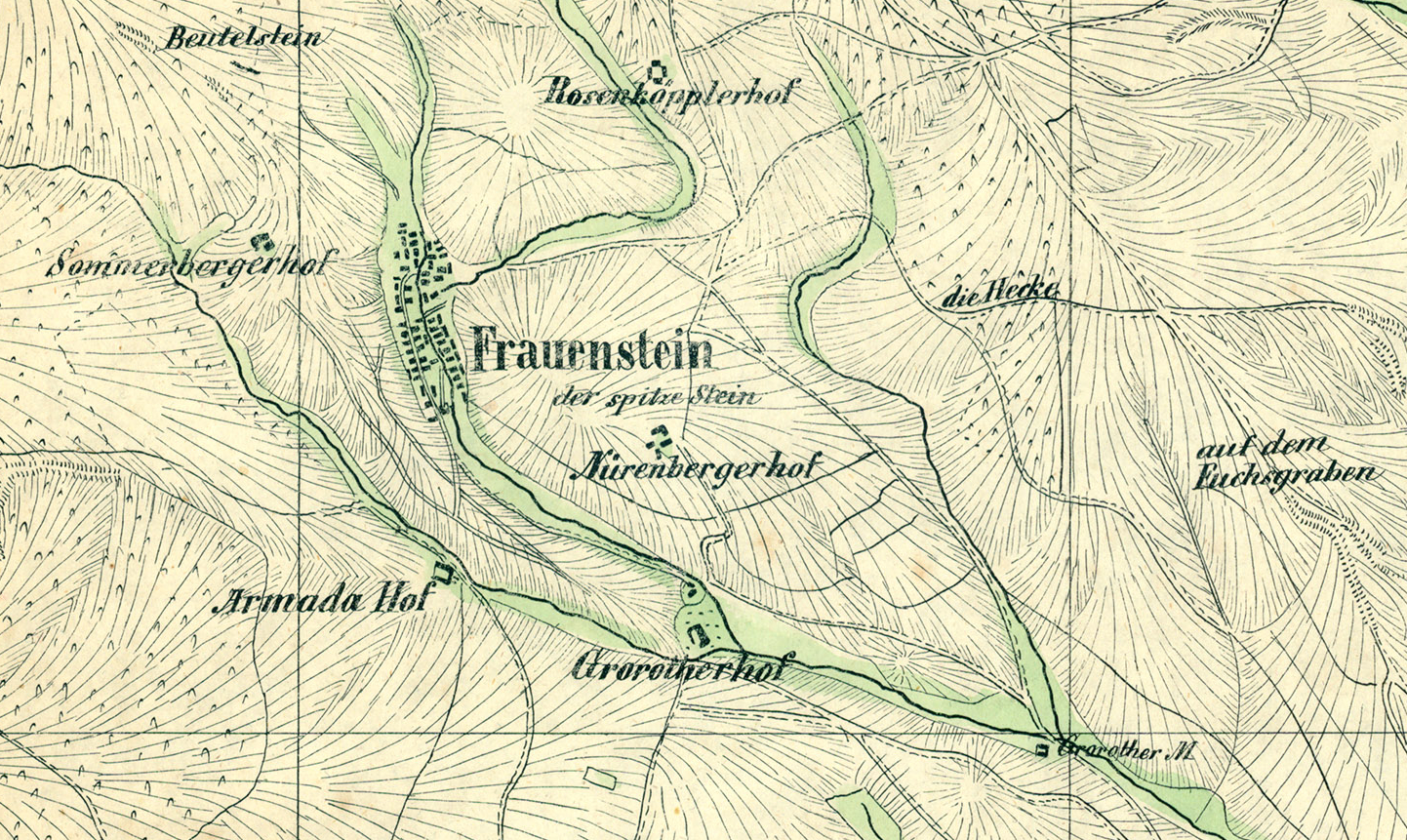
Lage der Wehrhöfe rund um Frauenstein, 1819

Die Grafen, später Fürsten und schließlich Herzöge von Nassau besaßen einen großen Teil des Frauenstein umgebenden Gebietes. Diese Familie kam von der Lahn, wo sie über ausgedehnte Besitzungen bis nach Siegen hinauf verfügte. Sie hatten auch schon die Burg und Stadt Idstein erworben und fasste anschließend Fuß im Königssondergau, dessen Königshof sie in Wiesbaden bereits 1215 besaßen. Der Königssondergau war Eigentum des Königs und seiner Erben, von dem Gebiete und Ortschaften als Lehen vergeben wurden, dem Mainzer Erzbistum geschenkt (z. B. die Orte Oestrich, Geisenheim, Rüdesheim und Lorch in der Veroneser Schenkung von 983 durch Kaiser Otto II.) oder auch an andere verkauft wurden. Er umfasste ursprünglich ein Gebiet von Kemel und Bärstadt im Westen bis zum Rhein im Süden und weiter nach Osten bis Hofheim und Eppstein. Im Norden bildete der römische Limes seine Grenze. Das Mainzer Erzbistum nannte zahlreiche Besitztümer links und rechts des Rheins sein Eigen, und natürlich war den Erzbischöfen wichtig, diese Besitzungen zu sichern. Deshalb griffen sie auch zu, als sich ihnen die Chance bot, Anteile an Burg und Ort Frauenstein zu erwerben.
Diese Ausdehnungs- und Schutzpolitik der Mainzer sahen wiederum die Nassauer nicht gern, denn sie wollten vermeiden, dass sich Kurmainz weiter ausdehnte. Deshalb gründeten sie um Frauenstein herum fünf Höfe, von denen vier noch heute bestehen: Hof Rosenköppel (den es heute nicht mehr gibt), Hof Nürnberg, Hof Armada, Grorother Hof und Hof Sommerberg (heute Schloss Sommerberg). Einer von ihnen, der Grorother Hof, war ein Wehrhof mit Mauern, Schießscharten und Wehrtürmchen. Sie alle verhinderten so eventuelle Versuche der Mainzer, ihren Besitz noch weiter auszudehnen.
Im 17. Jahrhundert hatte man sich daher gegenseitig blockiert, und die Parteien waren sich durchaus nicht freundlich gesinnt. Zum Beispiel verwüsteten die Mainzer Frauensteiner in einer 30-jährigen Fehde die Äcker der Nassauer Georgenborner, und auch mit den Nassauer Dotzheimern verstand man sich nicht besonders gut. Schließlich kam es 1723 zu einem Vergleich der Parteien, in dem eine klare Grenze zwischen Georgenborn, Frauenstein und anderen Gebieten bestimmt und durch das Setzen von Grenzsteinen festgelegt wurde. Um sich gegen das heimliche Versetzen der Steine zu schützen, vergrub man unter ihnen Beigaben, deren Art, Anzahl und Reihenfolge nur die beiden Vertragsparteien kannten. Für den Fall eines späteren eventuellen Streites über die Position eines Grenzsteines zeichneten sie diese Daten auf.

vier der fünf ehemaligen nassauischen Wehrhöfe bestehen noch
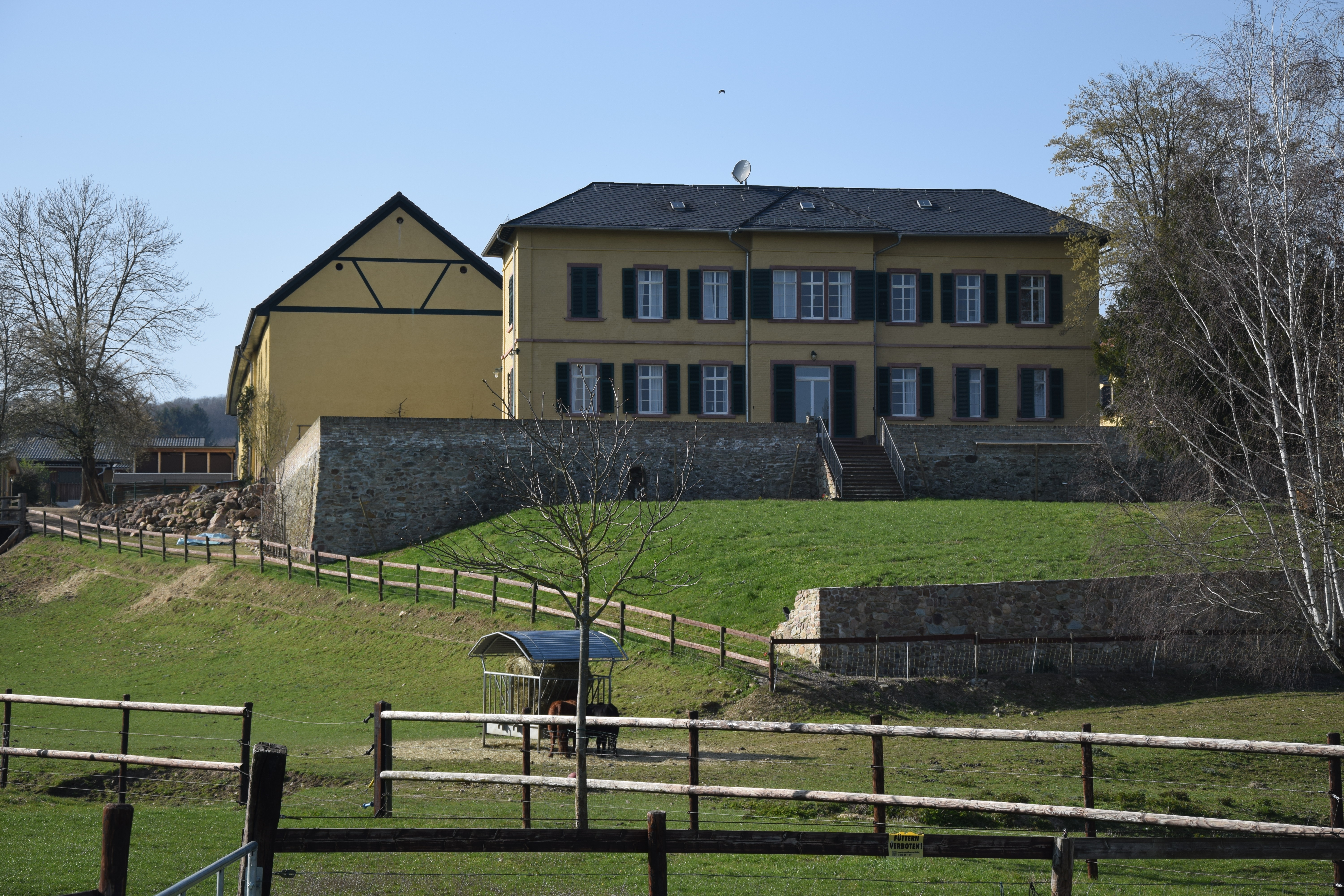
Hof Armada
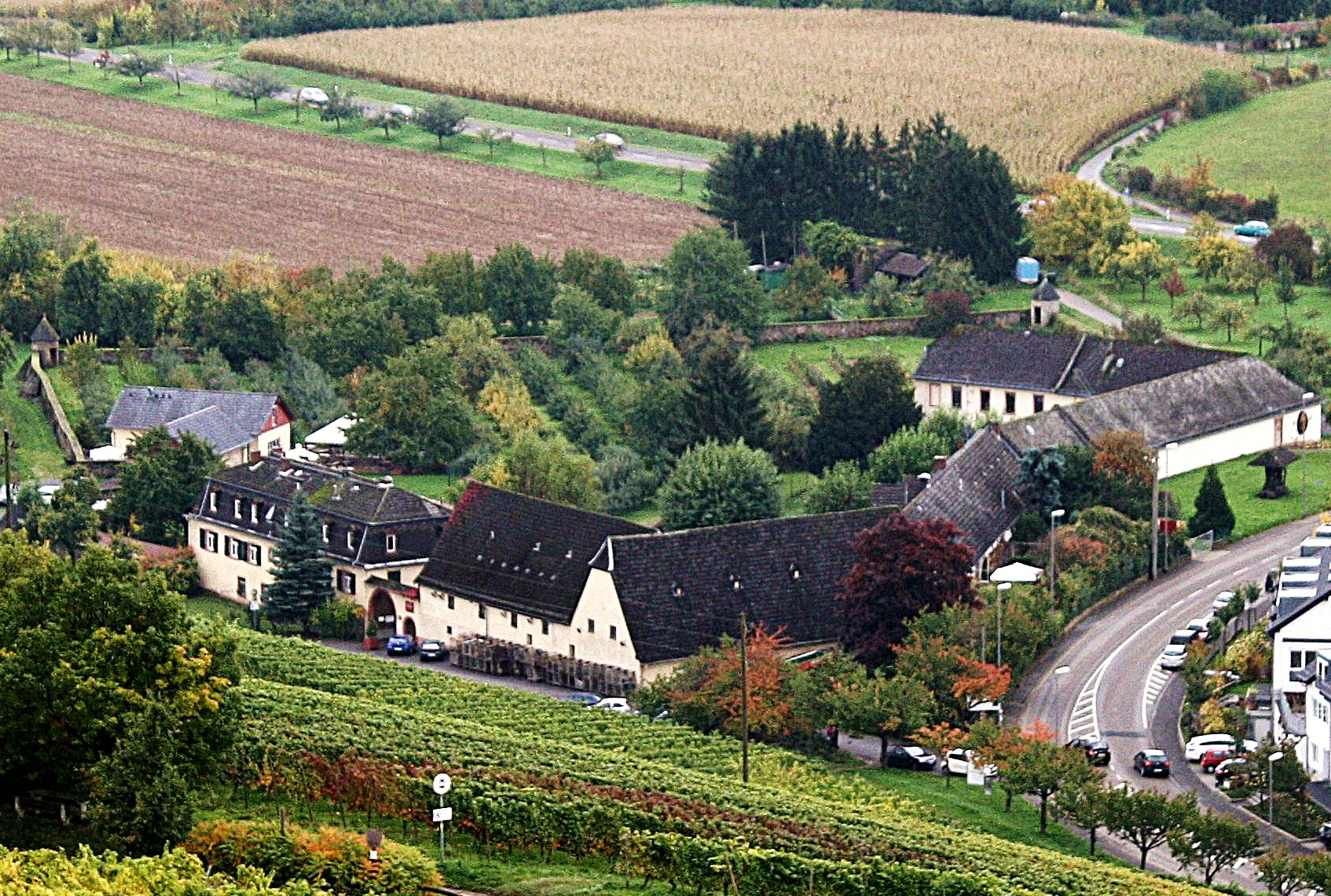
Grorother Hof
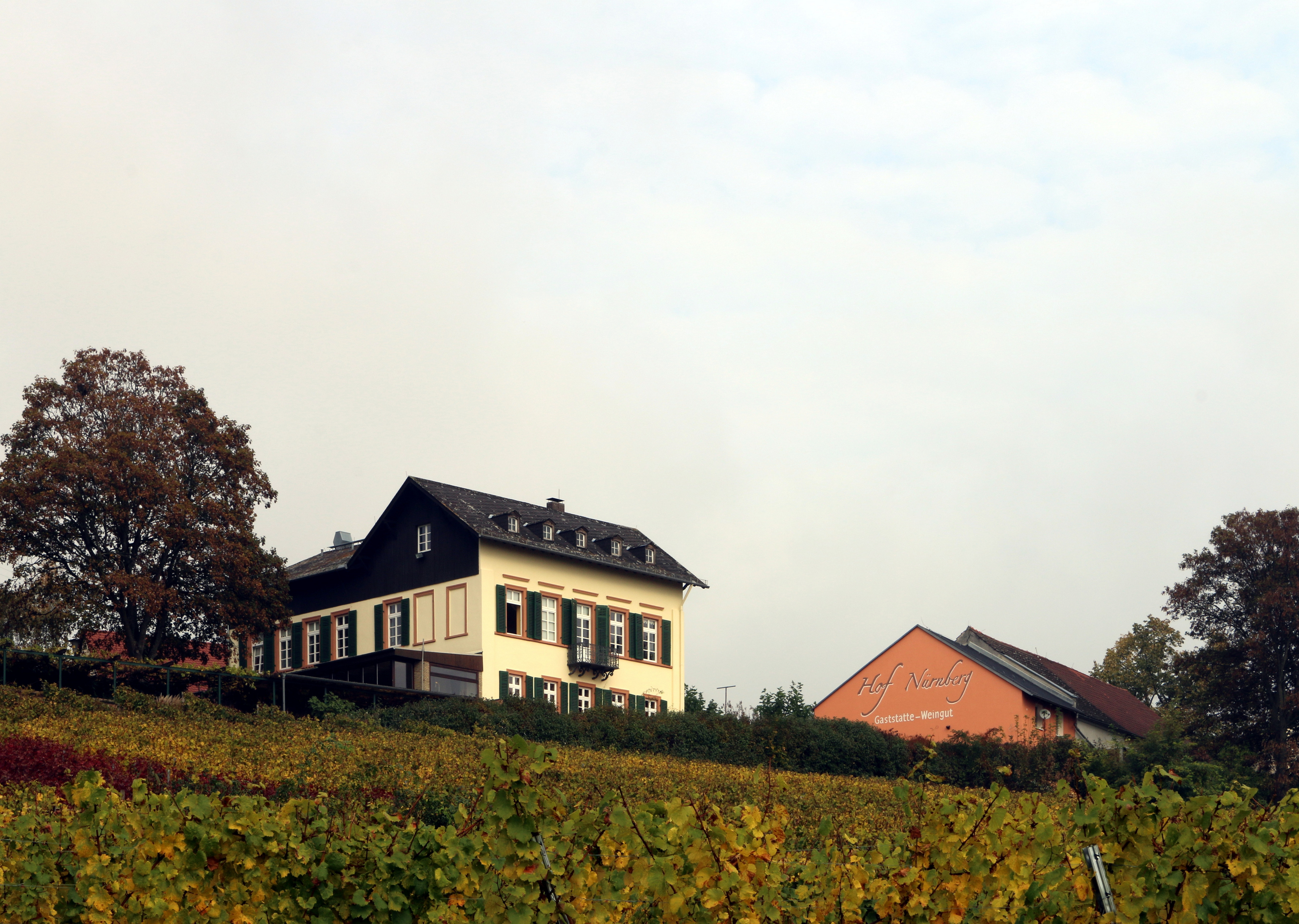
Hof Nürnberg
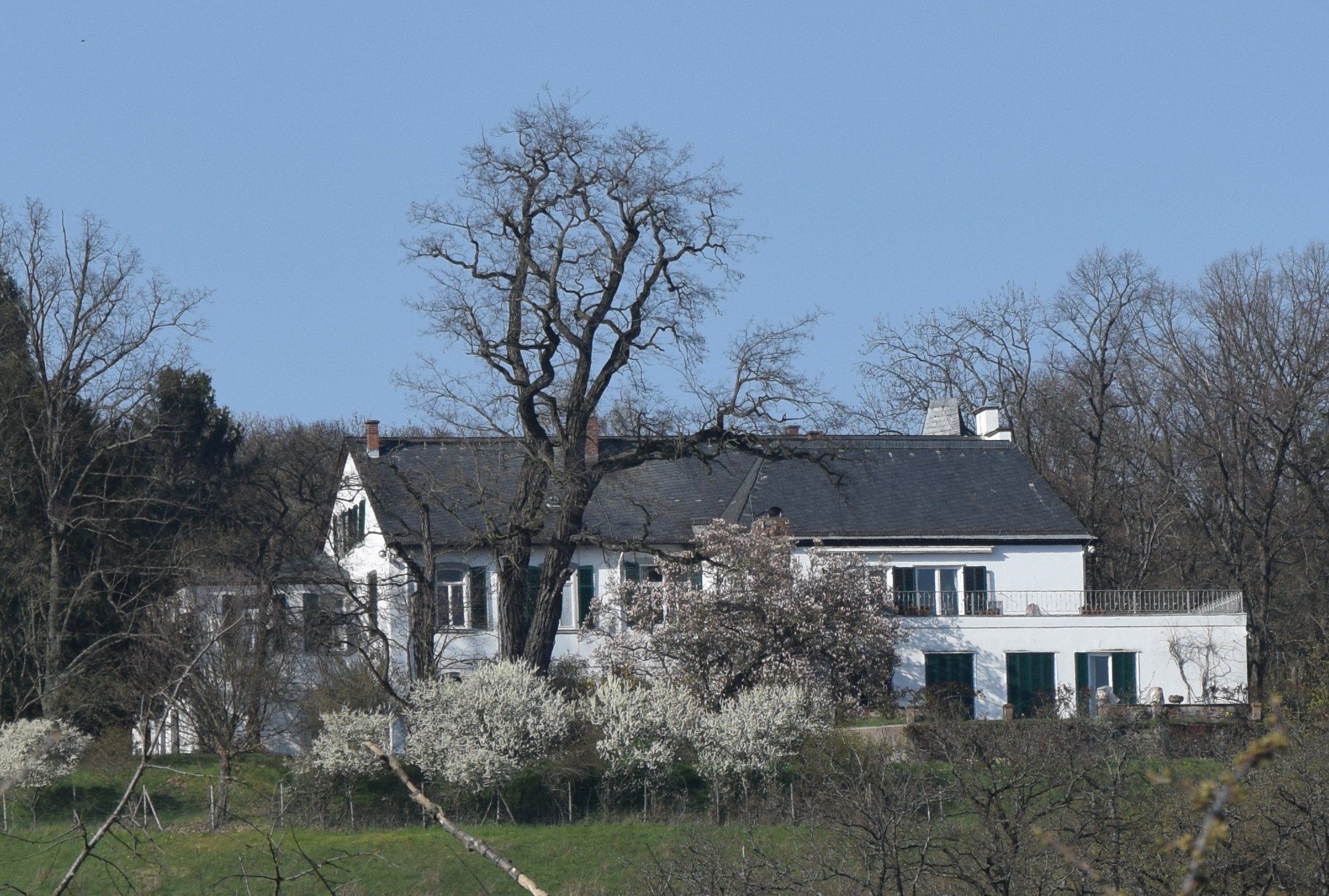
Schloss Sommerberg

### Das jüngste Kapitel der Burg

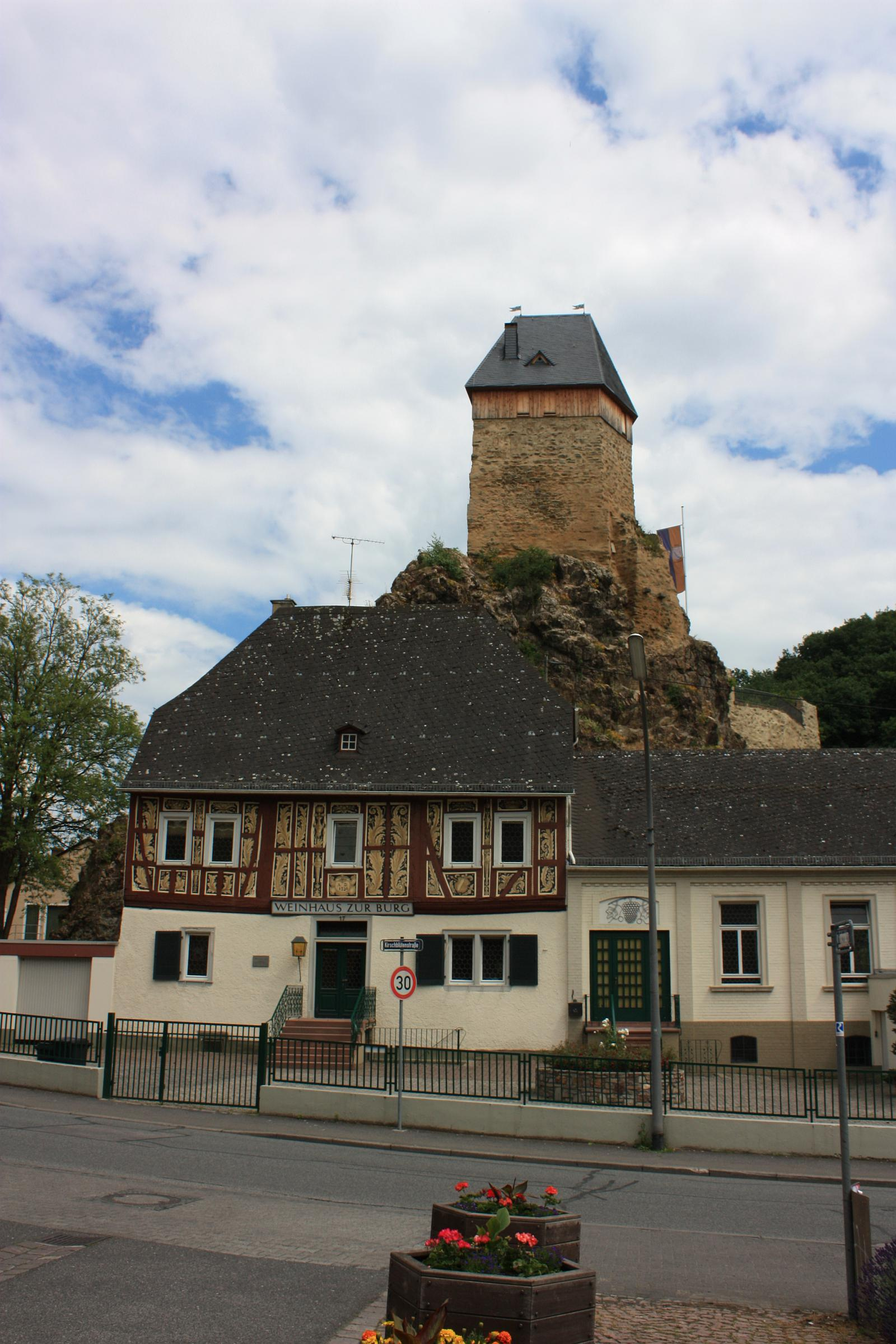
Außenansicht mit dem Weinhaus zur Burg

Bis zur Neuordnung Deutschlands durch Napoleon und dem Reichsdeputationshauptschluss 1803, durch den Frauenstein an das Fürstentum Nassau-Usingen fiel, war die Burg von Mainzer Beamten bewohnt. Danach verfiel sie allmählich. Der Schiersteiner Hofkammerrat Habel stoppte mit Unterstützung des 1821 gegründeten Hessischen Altertumsvereins ihren Verfall und ihre Nutzung als Steinbruch.
1996 kaufte schließlich der dazu gegründete Burgverein Frauenstein e. V. die Burg und das dazugehörige Gelände für 1069 DM, also für 1,00 DM je Quadratmeter. Der Verein begann 1997 nach wissenschaftlicher Analyse und unter ständiger wissenschaftlicher Beratung mit der Restaurierung, die 2005 mit der vollständigen Wiederherstellung des Burgturms beendet wurde. Die Kosten beliefen sich insgesamt auf knapp 400.000 Euro.
Heute kann die denkmalgeschützte Burg von Ostern bis Ende Oktober jeweils an Sonntagen nachmittags besichtigt werden. Das dritte Obergeschoss beherbergt eine Ausstellung zur Burg und steht seit 2007 für Trauungen zur Verfügung. Von hier bietet sich aus den Fensteröffnungen ein guter Blick auf Frauenstein.

## Sagen
- Ludwig Bechstein: Blutlinde[5] (Sage mit Bezug zu Burg Frauenstein bei Wiesbaden)